# Prannerstraße
Die Prannerstraße in München liegt in der Altstadt und verläuft von der Kardinal-Faulhaber-Straße nach Westen zum Maximiliansplatz.

## Geschichte
Die Prannerstraße hieß seit 1884 möglicherweise nach einer Bürgerfamilie „prandas strazza“, woraus sich der jetzige Name entwickelte. Auch Prangersstraße hat man sie einige Zeit fälschlich geschrieben. Wahrscheinlich wurde sie vormals als hintere Prandasgasse oder innere Prandasgasse, im Gegensatz zur vorderen Prandasgasse (unter Bezug auf die Promenadestraße und Pfandhausstraße) bezeichnet. Die Straße war ein bevorzugter Adelswohnsitz. Trotz schwerster Kriegszerstörungen ist dies heute noch an den wieder hergestellten Stadtpalais Neuhaus-Preysing, Hiltl, Seinsheim und Gise erkennbar. Bis zur Zerstörung am  24./25. April 1944 hatte der Bayerische Landtag, das erste Landesparlament des Freistaates Bayern, seinen Sitz in der Prannerstraße 16–23. Auf dem Anwesen befindet sich heute das Gebäude Prannerstraße 8. Im Jahr 2020 wurde das Anwesen vom Bayerischen Landtag zusammen mit zwölf weiteren Orten als einer der „Orte der Demokratie in Bayern“ benannt.
Das Maxtor sollte die Prannerstraße nach Westen hin zu dem Freigelände (heute: Maximiliansplatz) vor der abgerissenen Stadtmauer hin optisch abschließen. 
Der ursprüngliche Name des Tors war „Prannerstor“. Erst 1806 erhielt es zu Ehren des damaligen Königs Maximilian I. Joseph den Namen „Max-Joseph-Tor“. Ab 1809 wird es nur noch abgekürzt als „Maxtor“ bezeichnet.

## Lage
Die Prannerstraße verläuft von der Kardinal-Faulhaber-Straße nach Westen zur Mitte des Maximiliansplatzes. Kurz davor kreuzen der  Rochusberg, und die Rochusstraße. Eine Fußgängerverbindung besteht durch die Passage des Hotels Bayerischer Hof zum Promenadeplatz.

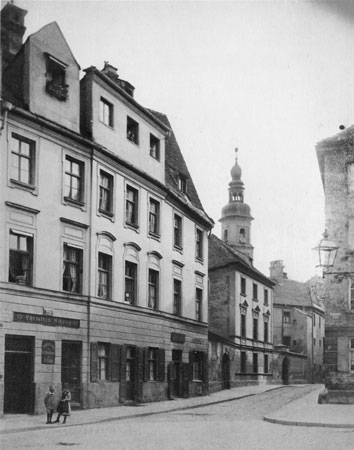
Prannerstraße 1885
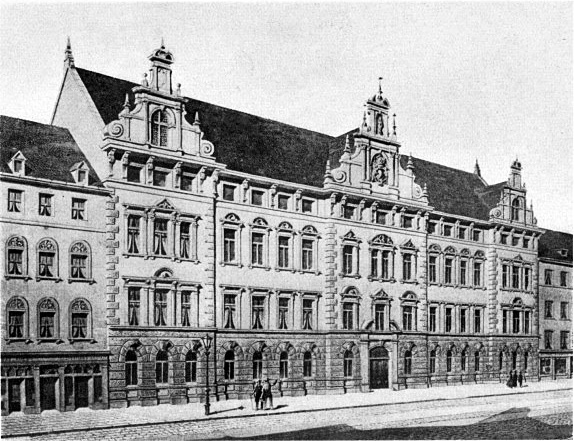
Bayerischer Landtag, Prannerstrasse (heute: Nr. 8; zerstört im 2. Weltkrieg), umgebaut und neue Fassade, 1884 von Max von Siebert
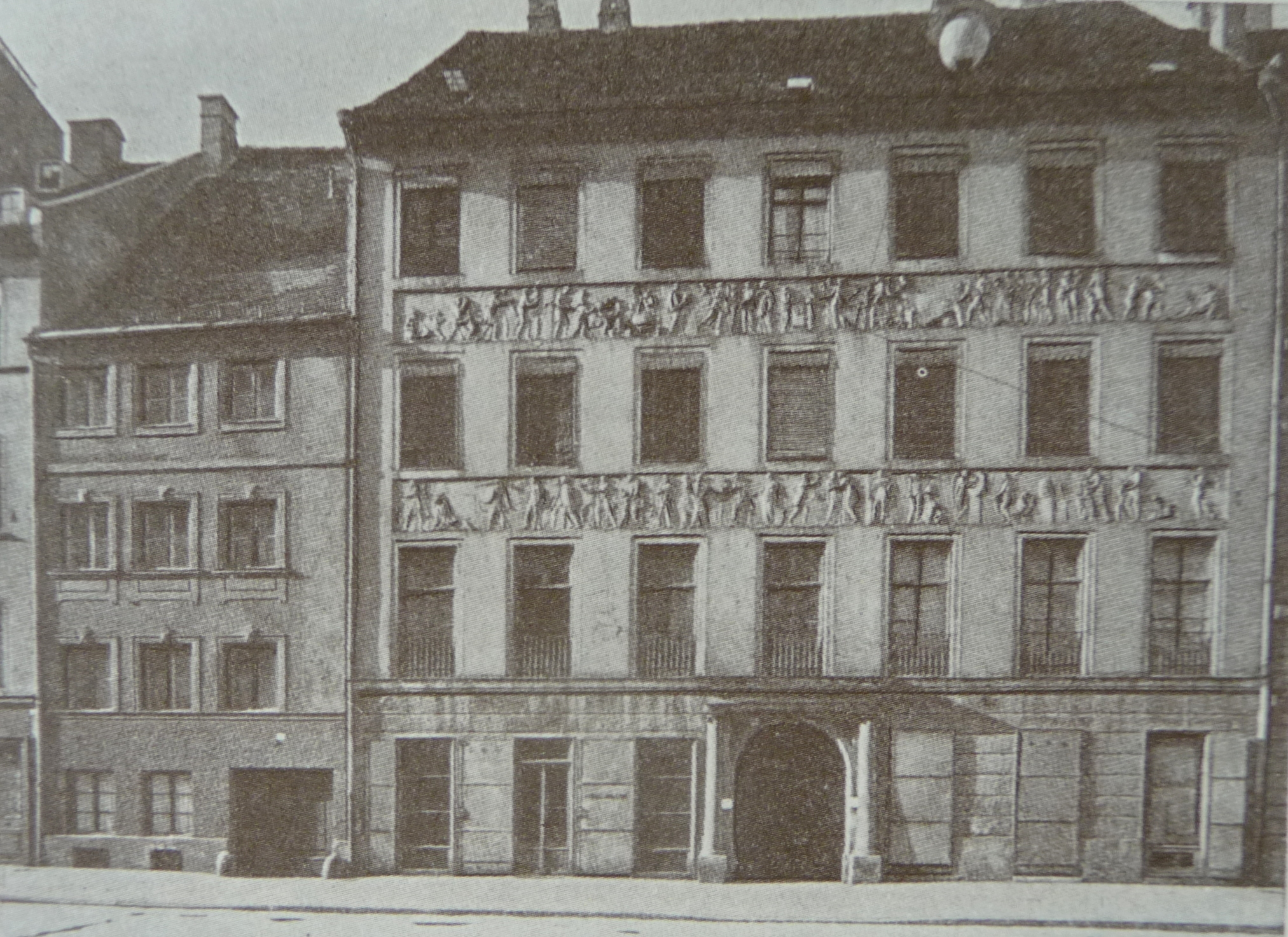
Das Hiltl-Haus an der Prannerstraße 4 war Münchens erstes Bürgerhaus im Stil des Frühklassizismus und war mit Reliefs von Franz Jakob Schwanthaler geschmückt. Der Nachfolgebau aus den 1970er Jahren wird derzeit ersetzt.
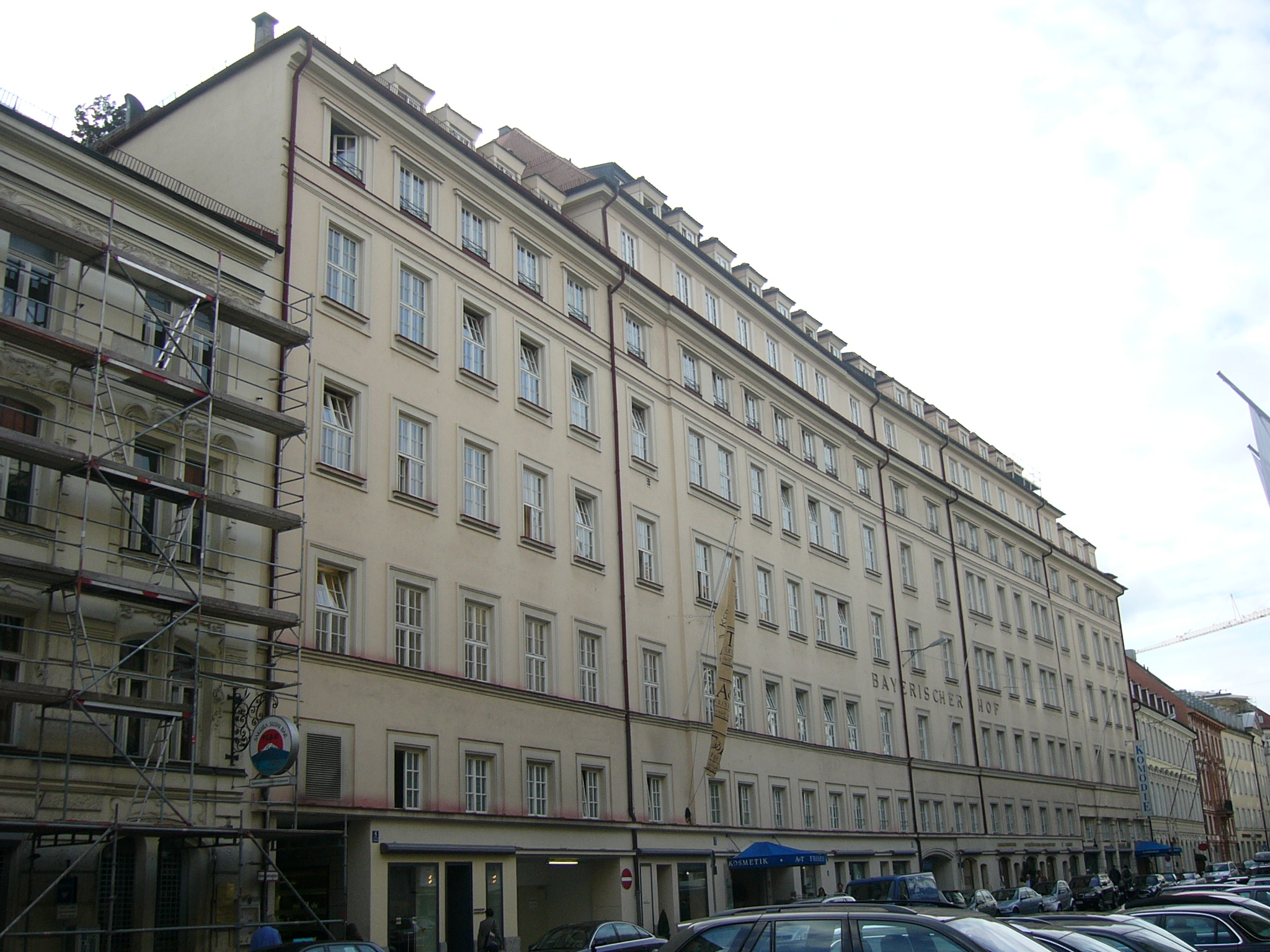
Rückseite des Hotels Bayerischer Hof in der Prannerstraße
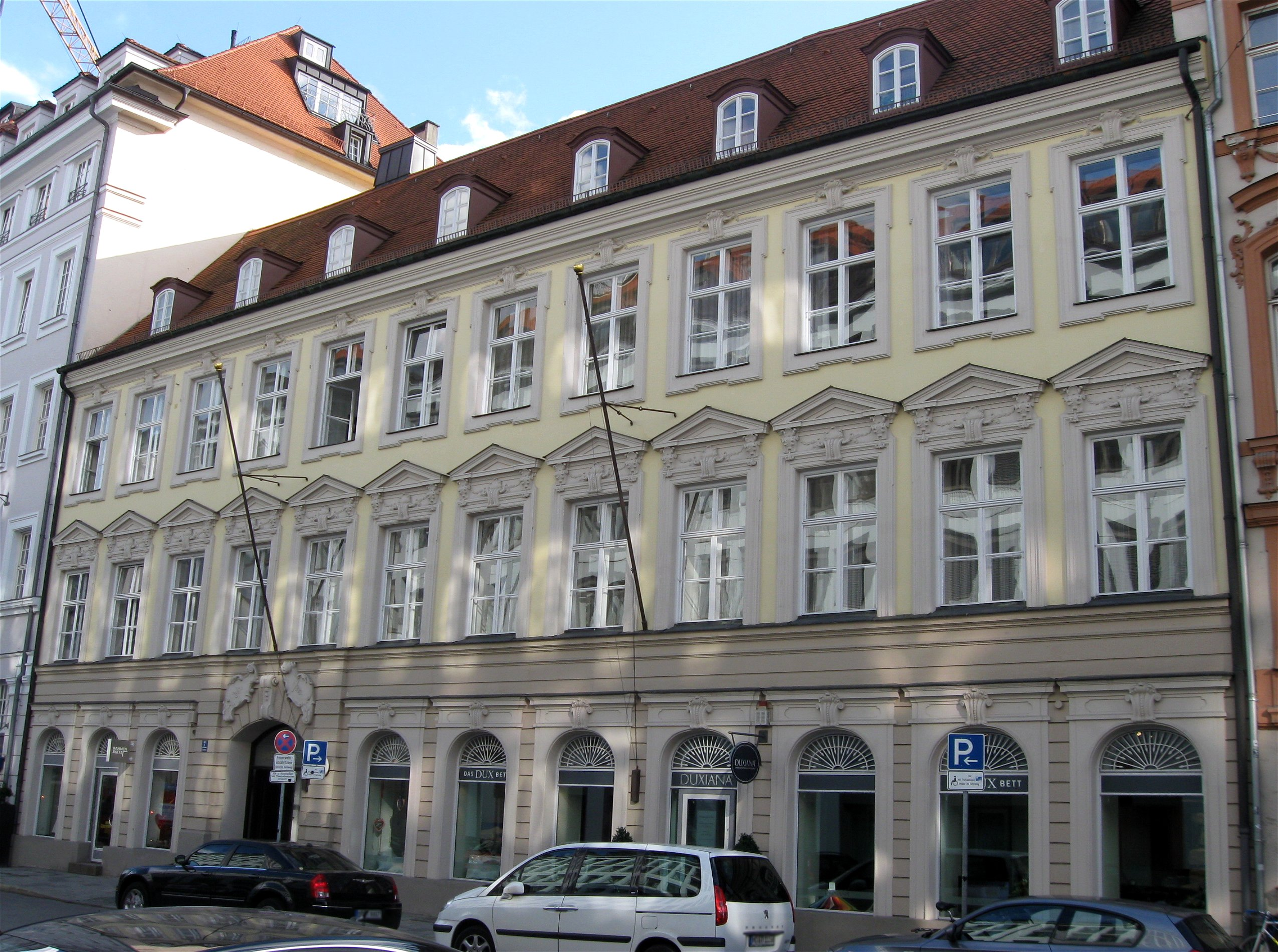
Prannerstraße 7; Ehemaliges Palais Seinsheim, später Bayerischer Städteverband
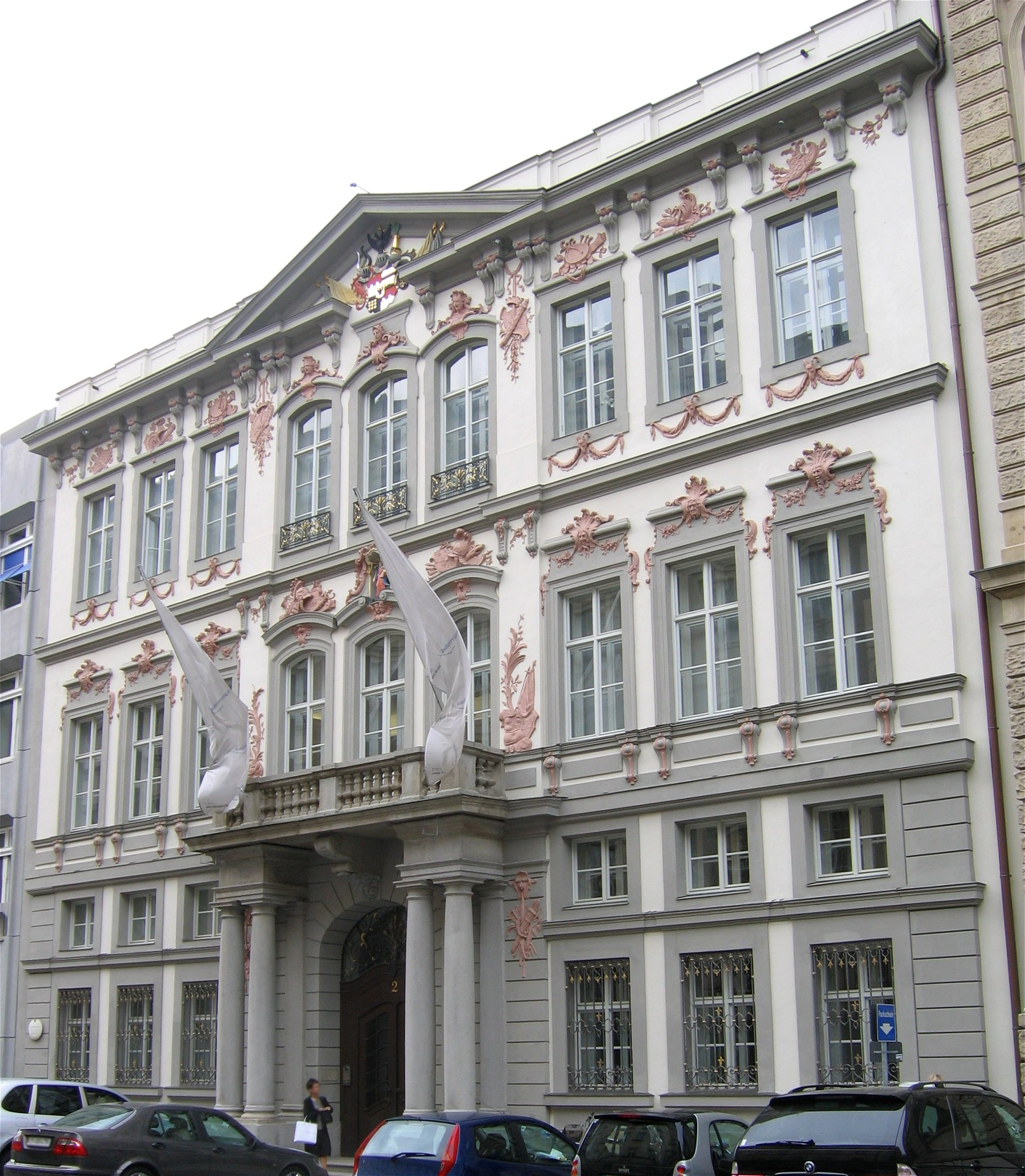
Prannerstraße 2; Ehemaliges Palais Neuhaus-Preysing, später Teil der Bayerischen Vereinsbank
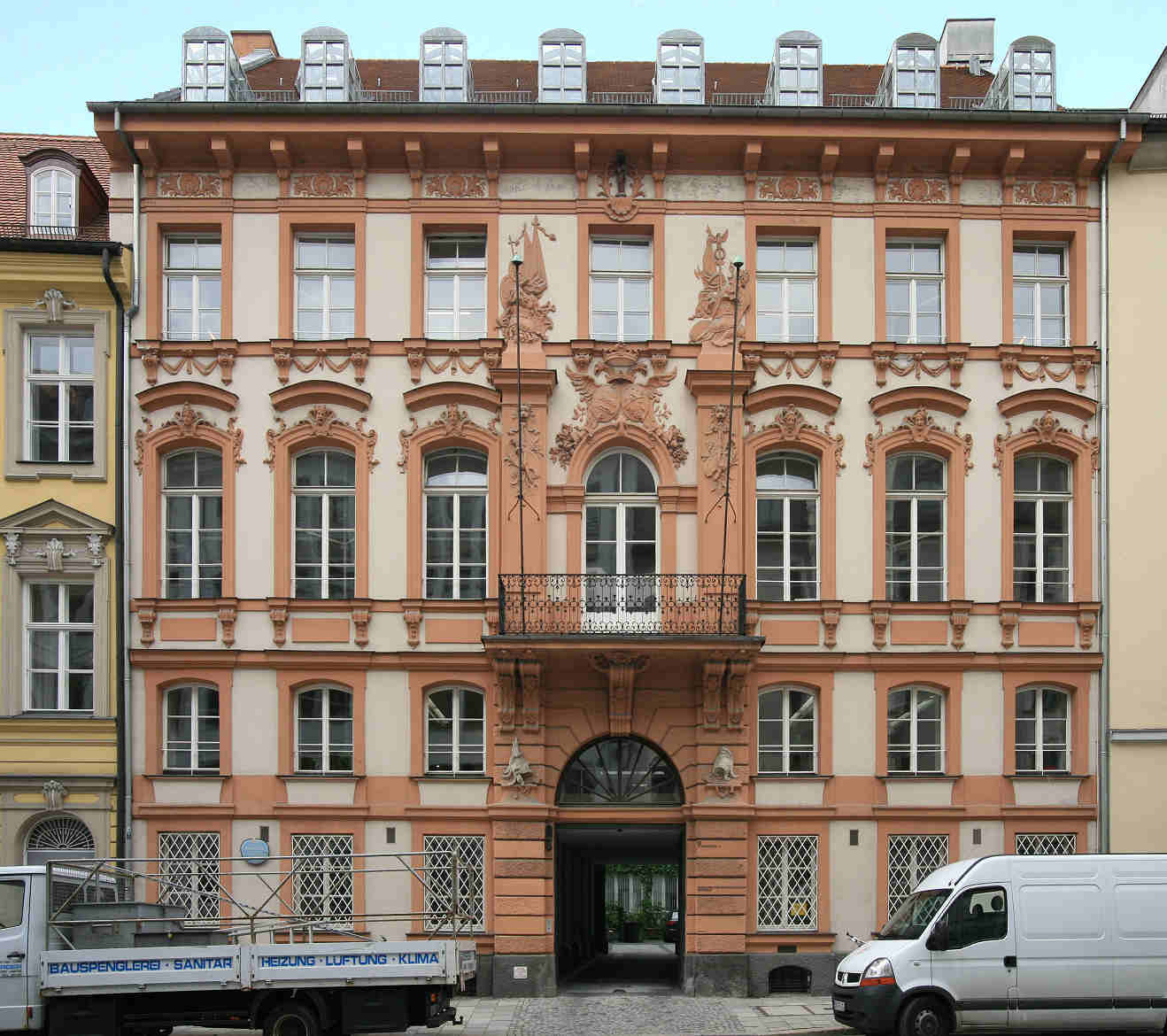
Palais Gise an der Prannerstraße 9
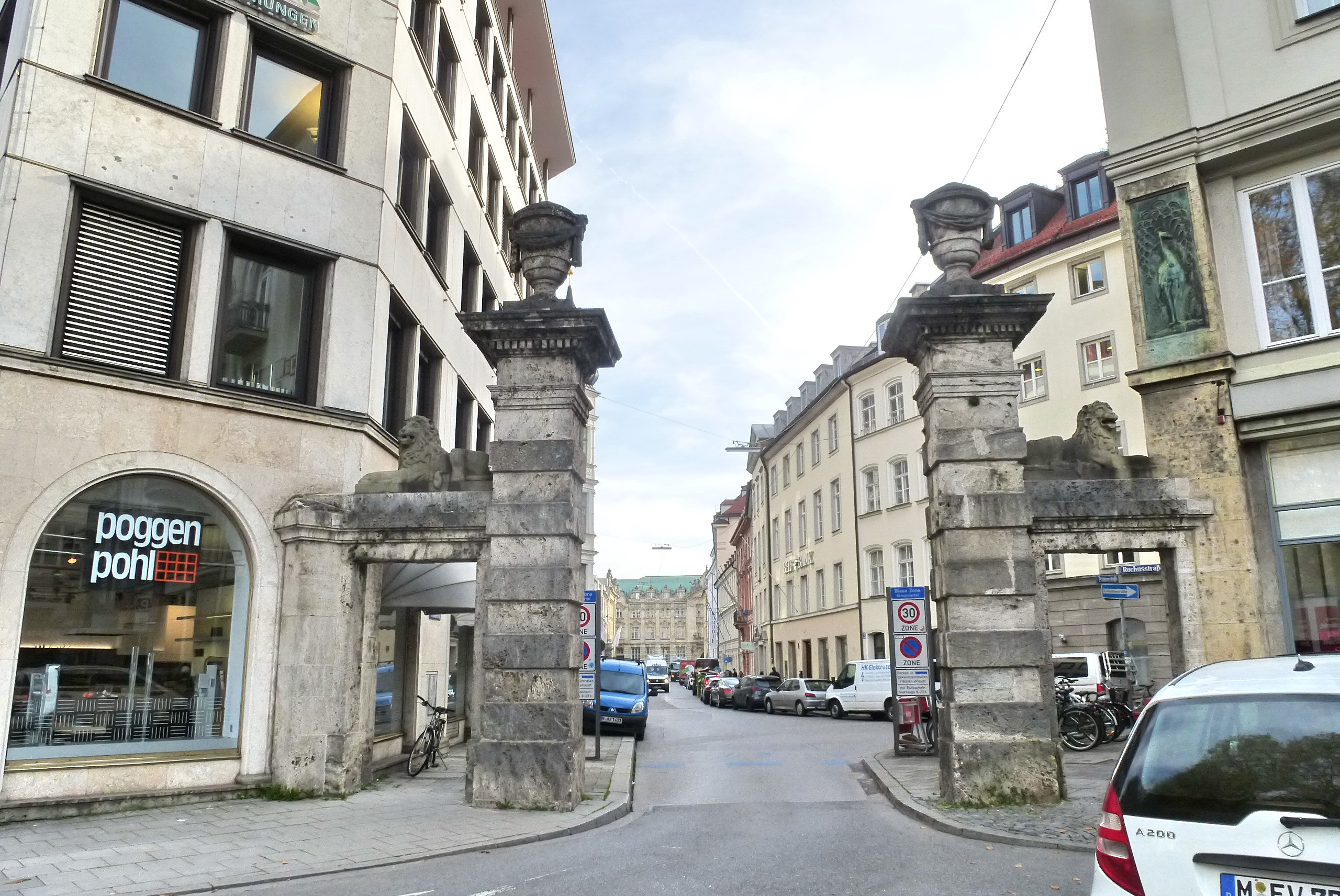
Blick vom Maximiliansplatz durch das Maxtor hindurch zur Prannerstraße